# 大q拉盖尔多项式
大q-拉盖尔多项式是一个以基本超几何函数定义的正交多项式:
{\displaystyle P_{n}(x;a,b;q)={\frac {1}{(b^{-1}*q^{-n};q,n)}}*_{2}\Phi _{1}(q^{-n},aqx^{-1};aq|q;{\frac {x}{b}})}

## 极限关系
大q雅可比多项式→大q拉盖尔多项式
令大q雅可比多项式中的{\displaystyle b=0},即得大q拉盖尔多项式
{\displaystyle P_{n}(x;a,0,c;q)=P_{n}(x;a,c;q)}
大q拉盖尔多项式→小q拉盖尔多项式
在大q拉盖尔多项式中，令{\displaystyle x\to bqx},并令{\displaystyle b\to \infty }即得小q拉盖尔多项式
{\displaystyle \lim _{b\to \infty }P_{n}(bqx;a,b;q)=p_{n}(x;a|q)}
大→q拉盖尔多项式→阿尔-萨拉姆-卡里兹多项式 I

## 图集
|  |  |  |

|  |  |  |